# Nebulosa

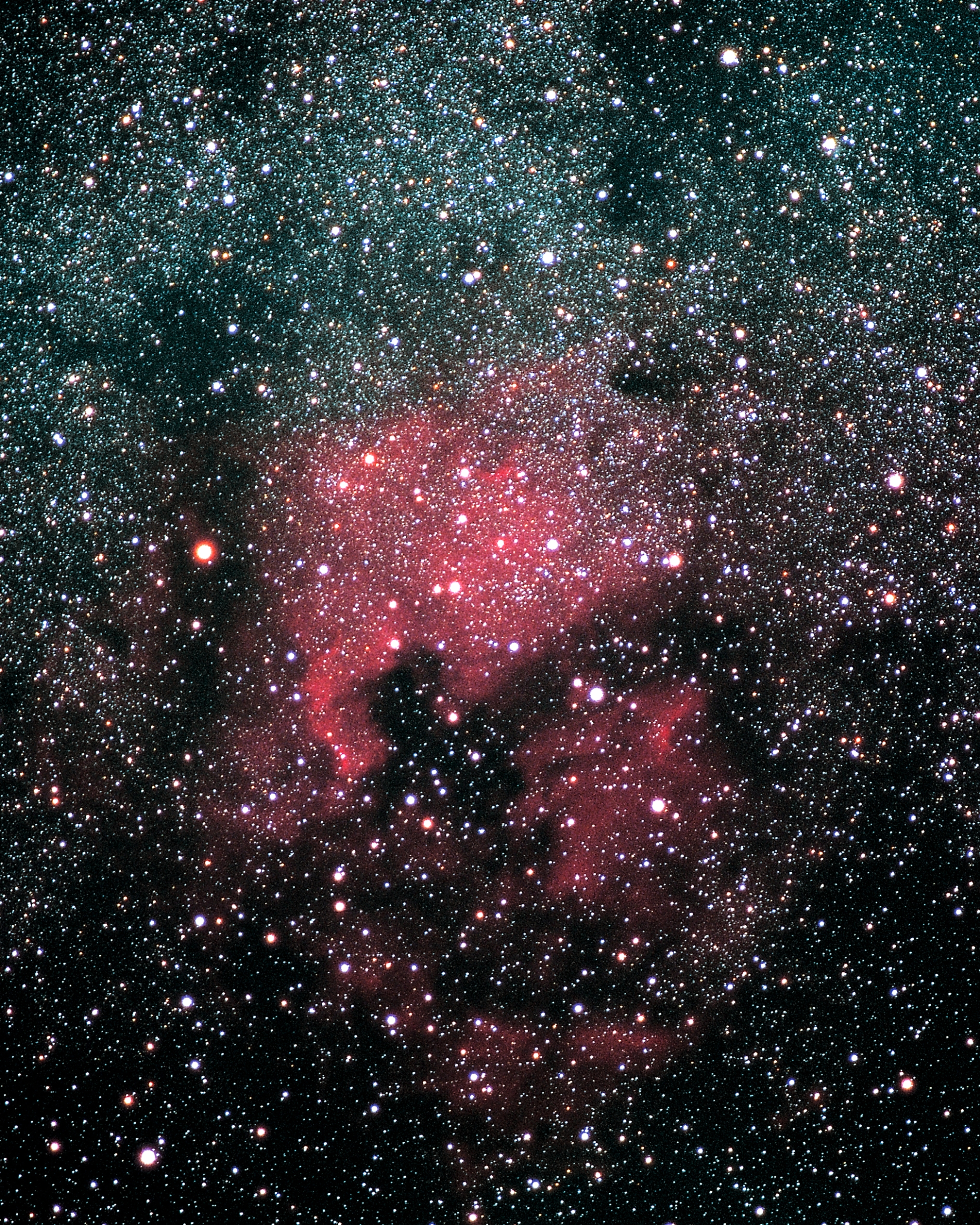
Nebulosa de Nord-amèrica

Les nebuloses són aglutinacions de gas i pols interestel·lar. Estan formades fonamentalment d'hidrogen, l'element químic més abundant en l'univers, i quantitats molt petites d'altres substàncies. Tenen una importància cosmològica notable perquè són el lloc del qual neixen les estrelles per fenòmens de condensació i agregació de matèria, encara que en altres ocasions es tracta de les restes d'una estrella que ha mort.
Les nebuloses es localitzen en els discos de les galàxies espirals i en qualsevol zona de les galàxies irregulars, però no s'acostumen a trobar en galàxies el·líptiques, car amb prou feines tenen fenòmens de formació estel·lar i estan dominades per estrelles molt velles.
Fins a principis del segle xx, el terme nebulosa s'aplicava a tots els objectes celestes d'aparença difosa, que amb els telescopis de l'època, no podien ser resolts en estels individuals. Amb la utilització de les tècniques de l'espectroscòpia es va trobar que moltes eren de naturalesa eminentment gasosa, a d'altres situades més enllà de la nostra galàxia, se les va anomenar com a nebuloses extragalàctiques. Més endavant es va descobrir que aquestes "nebuloses" extragalàctiques eren altres galàxies Per aquesta raó, de vegades, les galàxies (conjunt de milers de milions d'estrelles, gas i pols units per la gravetat) són anomenades impròpiament nebuloses; es tracta d'una herència de l'astronomia del segle xix, que ha deixat el seu rastre en el llenguatge astronòmic contemporani.

## Tipus de nebuloses
Atenent a la seva aparença, les nebuloses es poden dividir en dos tipus, les fosques i les brillants. Les fosques apareixen al cel com taques negres irregulars que tapen la llum dels estels que hi hagi al darrere. Per contra, en canvi, les nebuloses brillants presenten una superfície lleugerament lluminosa, que pot ser provocada per l'emissió de llum pròpia o per la reflexió de la llum dels estels propers.
Les nebuloses fosques són núvols moleculars força densos, contenen prop de la meitat de tota la matèria interestel·lar. Aquests núvols és on es formen els nous estels a partir del col·lapse gravitatori d'algunes de les seves parts.
Les nebuloses brillants són núvols relativament densos, si els comparem amb el medi interestel·lar difús. Se'n diferencien diferents classes:
- Nebuloses de reflexió
- Regions H II
- Gas difús ionitzat
- Nebuloses planetàries
- Romanents de supernoves

### Nebuloses d'emissió

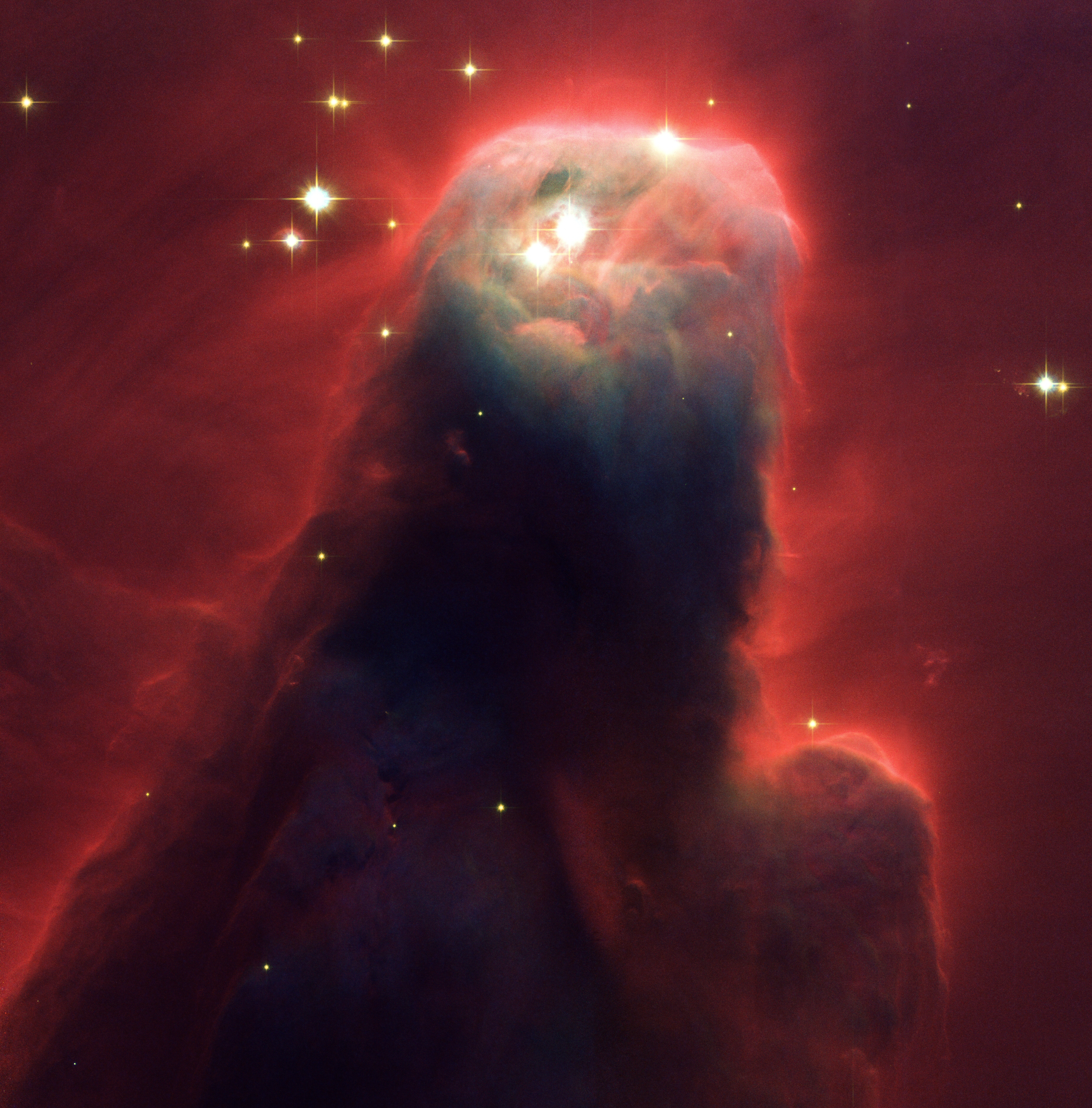
Detall de la nebulosa Con, d'una imatge presa pel telescopi espacial Hubble

Una nebulosa d'emissió és un núvol de gas ionitzat, és a dir, plasma que emet llum de diferents colors. Les fonts més comunes d'ionització són els fotons d'alta energia emesos per una estrella calenta propera. Entre altres tipus de nebuloses d'emissió, hi ha regió HII, on s'està produint la formació estel·lar i joves estrelles massives són les fonts de fotons ionitzats; i les nebuloses planetàries, on el cor calent d'una estrella moribunda ionitza les capes exteriors que ha expulsat.
El color de la nebulosa depèn de la seva composició química i de la quantitat d'ionització. La majoria de les nebuloses d'emissió són vermelles a causa del predomini d'hidrogen en el gas interestel·lar, i la seva relativament baixa necessitat d'energia per la ionització. Si la quantitat d'energia és més gran, altres elements poden ionitzar, fent possible nebuloses verdes i blaves. Examinant l'espectre electromagnètic de les nebuloses, els astrònoms en dedueixen el contingut químic. La majoria de les nebuloses d'emissió tenen el 90% d'hidrogen, i la resta heli, oxigen, nitrogen, i altres elements.
Algunes de les nebuloses d'emissió visibles més importants de l'hemisferi nord són: NGC 7000 i NGC 6960/6992 a la constel·lació del Cigne. Ben visibles són a l'hemisferi sud: la nebulosa de la Llacuna M8 / NGC 6523 a la constel·lació del Sagitari i la nebulosa Orió M42. Més lluny, a l'hemisferi sud, està la brillant nebulosa Carina NGC 3372.

#### Nebuloses planetàries

Aquesta animació accelerada mostra el col·lapse d'una gegant vermella amb l'ejecció de material formant l'embolcall de la nebulosa planetària i la formació d'una nana blanca.

Una nebulosa planetària és una nebulosa d'emissió formada per gas incandescent i plasma ionitzat en expansió expulsat durant la fase de branca asimptòtica de les gegants, és a dir, un objecte astronòmic gasós format a partir de l'expulsió de les capes externes d'una estrella de massa baixa o intermèdia durant l'etapa final de la seva vida. Aquest nom es va originar amb el seu primer descobriment en el segle xviii, a causa del fet que, observades amb petits telescopis òptics, semblaven similars als planetes gegants del sistema solar. L'estrella inicial, que queda a la part central de la nebulosa, es converteix en una nana blanca, que al final s'acaba refredant fins a perdre la seva energia tèrmica residual. El límit superior en massa per a passar per aquesta etapa de l'evolució estel·lar és de 8 masses solars. Les estrelles de major massa tenen una evolució totalment diferent: exploten com una supernova de tipus II i es col·lapsen, la qual cosa forma una estrella de neutrons o un forat negre. Són un fenomen de vida relativament curta, ja que només duren unes poques desenes de milers d'anys en comparació amb la vida típica de les estrelles, de diversos milers de milions d'anys.

### Nebuloses de reflexió

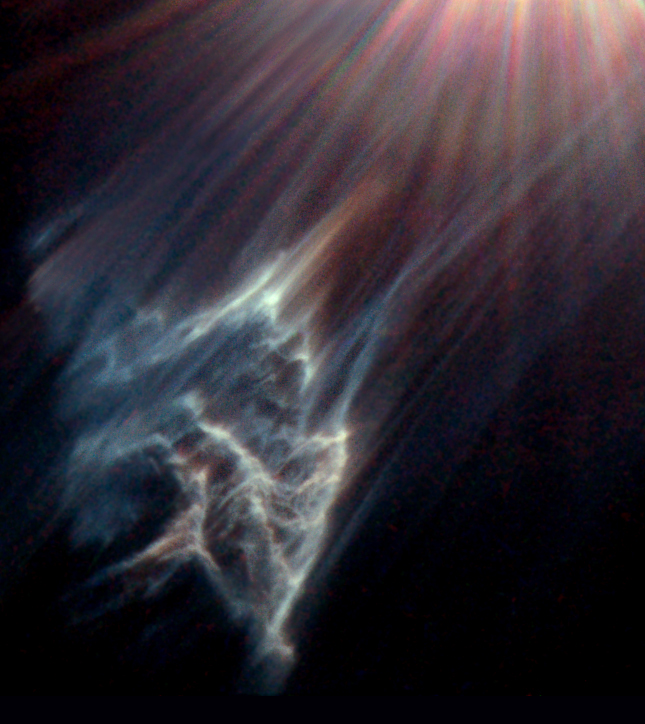
Nebulosa de reflexió dins les Plèiades (M45)

Les nebuloses de reflexió són núvols de pols que simplement reflecteixen la llum d'una o diverses estrelles veïnes.
Aquestes estrelles no són prou calentes per a provocar la ionització dels gasos, com en el cas de les nebuloses d'emissió, però són prou lluminoses per a permetre la dispersió suficient per a fer la pols visible.
Edwin Hubble el 1922 va fer la distinció entre aquests dos tipus de nebuloses.
Les nebuloses de reflexió són normalment blaves, perquè la dispersió és més eficaç per a la llum blava que per a la vermella (és el mateix procediment de dispersió que ens dona els cels blaus i les postes de sol vermelles).
Les nebuloses de reflexió i les nebuloses d'emissió són molt sovint vistes juntes, com per exemple la nebulosa d'Orió i poden ser ajuntades en un sol tipus: les nebuloses difuses.

## Història de l'observació

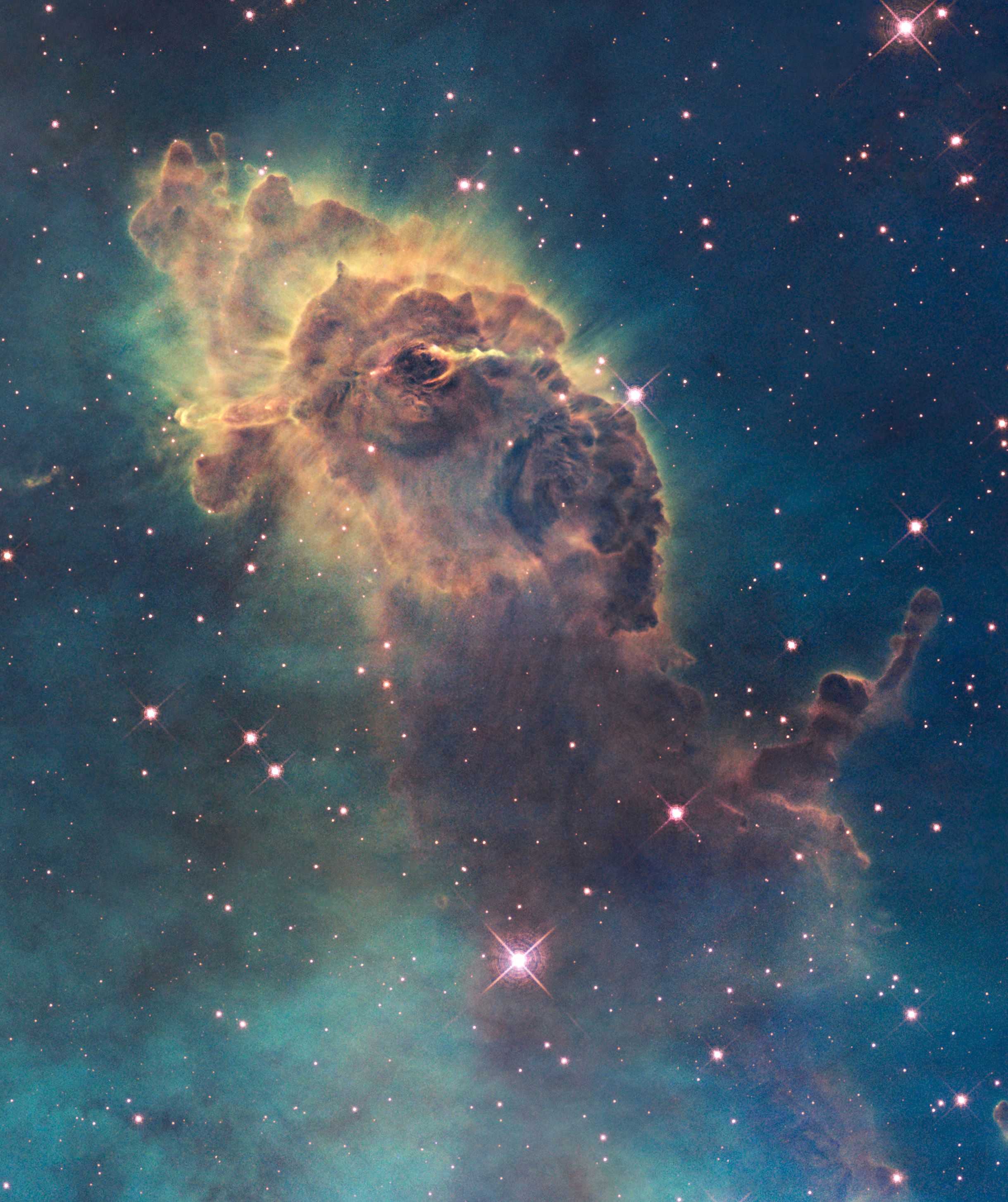
Porció de la Nebulosa de la Quilla

Al voltant de l'any 150 dC, Ptolemeu va registrar, en els llibres VII-VIII del seu Almagest, cinc estrelles que semblaven nebuloses. També va observar una regió de nebulositat entre les constel·lacions Óssa Major i Lleó que no estava associada a cap estrella. La primera nebulosa veritable, diferent d'un cúmul estel·lar, va ser esmentada per l'astrònom persa musulmà Abd-ar-Rahman as-Sufí en el seu Llibre de les estrelles fixes (964). Va assenyalar "un petit núvol" on es troba la Galàxia d'Andròmeda. També va catalogar el cúmul estel·lar Omicron Velorum com una "estrella nebulosa" i altres objectes nebulosos, com el Cúmul de Brocchi. La supernova que va crear la Nebulosa del Cranc, SN 1054, va ser observada per astrònoms àrabs i xinesos en 1054.
En 1610 Nicolas-Claude Fabri de Peiresc va descobrir la Nebulosa d'Orió utilitzant un telescopi. Aquesta nebulosa també va ser observada per Johann Baptist Cysat en 1618. No obstant això, el primer estudi detallat de la Nebulosa d'Orió no va ser realitzat fins a 1659 per Christiaan Huygens, qui també va creure ser la primera persona a descobrir aquesta nebulositat.
En 1715, Edmond Halley va publicar una llista de sis nebuloses. Aquest nombre va augmentar constantment durant el segle, amb Jean-Philippe de Cheseaux compilant una llista de 20 (incloent vuit no conegudes prèviament) en 1746. De 1751 a 1753, Nicolas-Louis de Lacaille va catalogar 42 nebuloses del Cap de Bona Esperança, la majoria desconegudes fins llavors. Charles Messier va recopilar llavors un catàleg de 103 "nebuloses" (ara anomenades objectes Messier, que incloïen el que ara es coneix com a galàxies) en 1781; el seu interès era detectar cometes, i aquests eren objectes que podien confondre's amb ells.
El nombre de nebuloses va augmentar considerablement gràcies als esforços de William Herschel i la seva germana, Caroline Herschel. El seu Catàleg de mil noves nebuloses i cúmuls d'estrelles va ser publicat el 1786. Un segon catàleg de mil es va publicar el 1789, i el tercer i últim de 510 va aparèixer el 1802. Durant gran part del seu treball, William Herschel va creure que aquestes nebuloses no eren més que cúmuls d'estrelles sense resoldre. El 1790, però, va descobrir una estrella envoltada de nebulositat i va concloure que es tractava d'una veritable nebulositat i no pas d'un cúmul més distant.
A partir de 1864, William Huggins va examinar els espectres d'unes 70 nebuloses. Va descobrir que aproximadament un terç d'elles tenien l'espectre d'emissió d'un gas. La resta mostrava un espectre continu, i es va pensar que estaven formades per una massa d'estrelles. En 1912 es va afegir una tercera categoria quan Vesto Slipher va demostrar que l'espectre de la nebulosa que envoltava a l'estrella Mèrope coincidia amb els espectres del cúmul obert de les Plèiades. Així, la nebulosa irradia per la llum reflectida de l'estrella.
En 1923, després del Gran Debat, va quedar clar que moltes "nebuloses" eren en realitat galàxies allunyades de la Via Làctia.
Slipher i Edwin Hubble van continuar recollint els espectres de moltes nebuloses diferents, trobant 29 que mostraven espectres d'emissió i 33 que tenien els espectres continus de la llum estel·lar. El 1922, Hubble va anunciar que gairebé totes les nebuloses estan associades amb estrelles i que la seva il·luminació prové de la llum estel·lar. També va descobrir que les nebuloses amb espectre d'emissió estan gairebé sempre associades a estrelles amb classificacions espectrals de B o més calents (incloses totes les estrelles de la seqüència principal de tipus O), mentre que les nebuloses amb espectres continus apareixen amb estrelles més fredes. Tant Hubble com Henry Norris Russell van arribar a la conclusió que les nebuloses que envolten les estrelles més calentes pateixen algun tipus de transformació.